# Hollywood on the Tiber

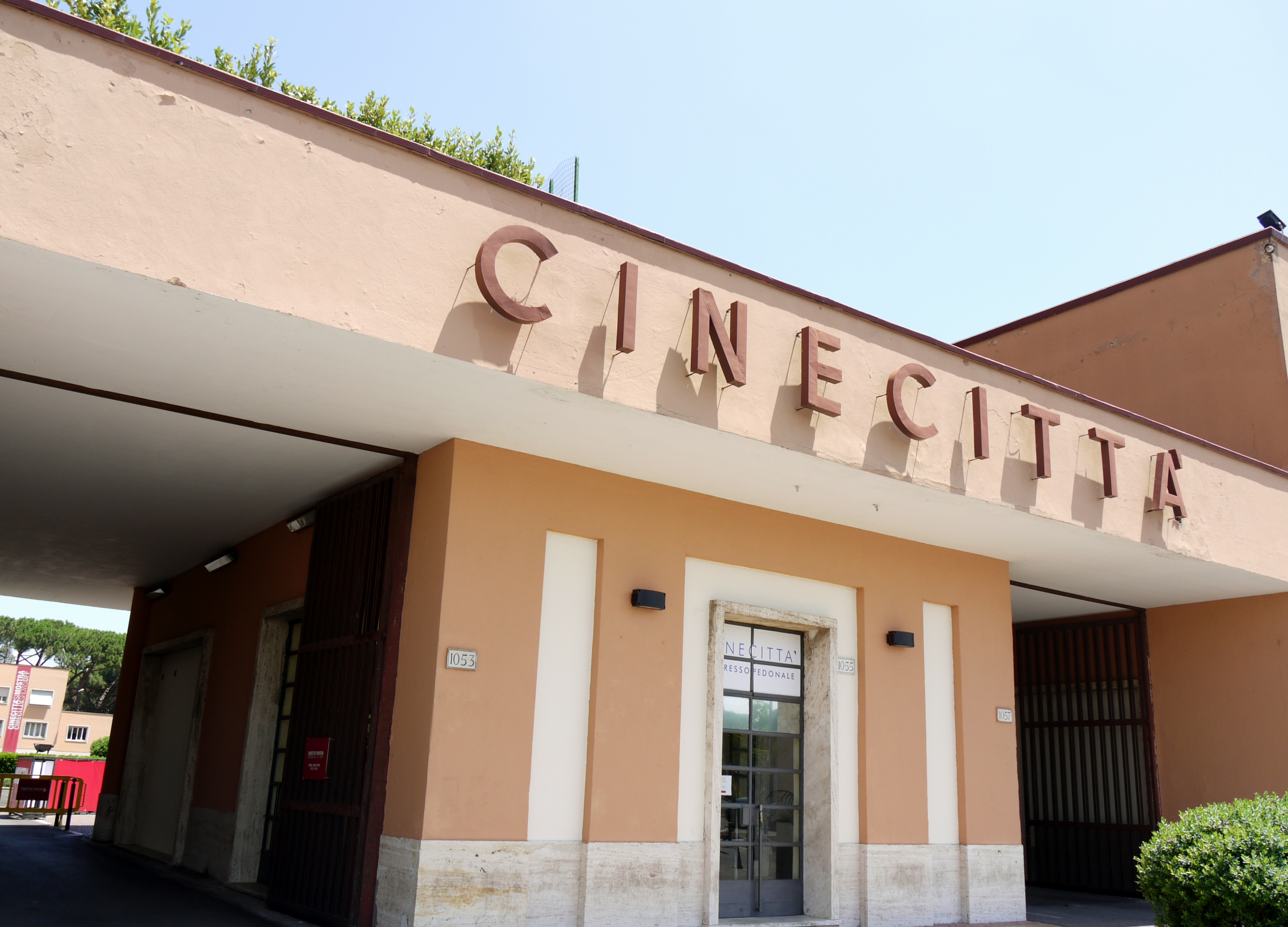
O complexo de estúdios italianos Cinecittà onde os filmes foram feitos.

Hollywood on the Tiber (Hollywood no Tibre em português) foi o período situado nos anos 1950 e 1960, quando a capital italiana, Roma, emergiu como um local importante para o cinema internacional, atraindo um grande número de produções estrangeiras para os estúdios da Cinecittà. Em contraste com a indústria cinematográfica italiana, esses filmes foram feitos em inglês visando  o lançamento global. Embora os principais mercados para esses filmes fossem o público americano e britânico, eles gozavam de ampla popularidade em outros países, incluindo a Itália.
O sucesso comercial de Quo Vadis (1951) levou a uma série de blockbusters produzidos na Itália pelos estúdios de Hollywood, que atingiram o auge com a Cleopatra da 20th Century Fox em 1963. A frase "Hollywood on Tiber", uma referência ao rio que atravessa Roma, foi cunhada em 1950 pela revista Time durante a produção de Quo Vadis.

## Início
Após a Segunda Guerra Mundial, os estúdios de Hollywood mudaram cada vez mais a produção para o exterior, tanto para aproveitar os custos mais baixos quanto para usar fundos congelados (lucros de filmes americanos que governos estrangeiros proibiam de exportar). Esses filmes, conhecidos como produções fugitivas, também poderiam se beneficiar de subsídios locais. No início dos anos 1950, alguns dos filmes americanos de maior orçamento estavam sendo filmados em países europeus, particularmente na Inglaterra e na Itália. Nos dois países, empresas americanas recém-chegadas trabalharam lado a lado com a continuidade das indústrias cinematográficas nacionais de grande escala.
Na Itália, os cineastas usaram o vasto complexo Cinecittà, construído na década de 1930 pelo regime fascista de Benito Mussolini, cujo objetivo era reconstruir o cinema italiano. Após a derrubada de Mussolini em 1943, a produção na Cinecittà foi suspensa e nenhum novo filme foi feito até 1948.

## Auge

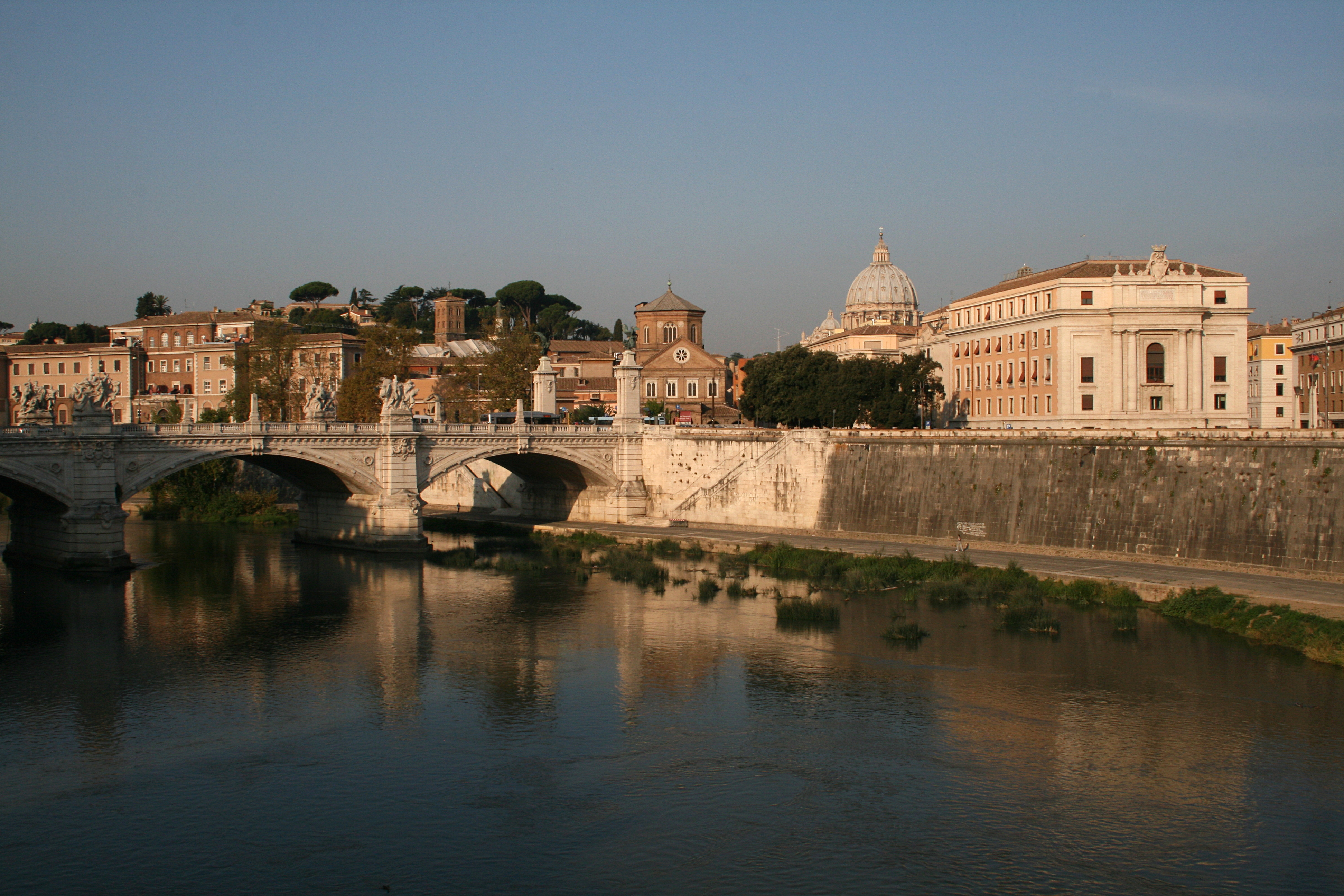
A expressão se refere ao Tibre que atravessa Roma.

Embora as empresas americanas tivessem filmado na Itália antes (como o silencioso Nero da Fox de 1922 e o Ben-Hur: Um Conto de Cristo de 1925 da MGM), a escala do investimento no pós-guerra era sem precedentes. Muitos dos filmes eram épicos muitas vezes ambientados na Roma Antiga, que exigiam grandes sets de filmagem e filmagens em locação . Outros filmes incluíam romances contemporâneos Roman Holiday (1953) e Three Coins in the Fountain (1954). As empresas usavam o serviço de atores de vários países (particularmente a Inglaterra e os Estados Unidos), que apareceram ao lado de italianos que geralmente desempenhavam papéis menores. Sophia Loren foi uma notável estrela italiana com suficiente apelo internacional para ser escalada em um papel principal .
Em 1962, a longa e problemática produção de Cleópatra trouxe mais atenção da mídia para a cidade. Os atrasos levaram a um orçamento em espiral, tornando-o o filme mais caro já feito na época.
Longe de levar a um declínio no cinema italiano, a indústria nativa cresceu durante a época. Em 1960, os filmes italianos superaram as importações americanas para a Itália pela primeira vez desde 1946. No entanto, houve uma crescente influência de produções ao estilo de Hollywood, à medida que os gêneros populares italianos, como o Sword-and-sandal e o Spaghetti Western, tentavam imitar produções bem-sucedidas de Hollywood. Atores e diretores italianos freqüentemente adotavam nomes famosos em inglês.

## Anos finais
Cinecittà estava no auge de sua fama internacional entre a produção de Ben Hur e Cleopatra (1958-1960). Como os anos 60 se aproximavam, a moda dos épicos clássicos começou a declinar após o fracasso comercial de A Queda do Império Romano (1964), embora filmes de outros gêneros como o Doutor Jivago (1965) de David Lean continuassem a ser lucrativos.
Em 2009, foi lançado o documentário Hollywood on the Tiber. Retrata Cinecittà e as várias estrelas que trabalharam lá entre 1950 e 1970.

## Filmografia selecionada
- Quo Vadis (1951)
- Roman Holiday (1953)

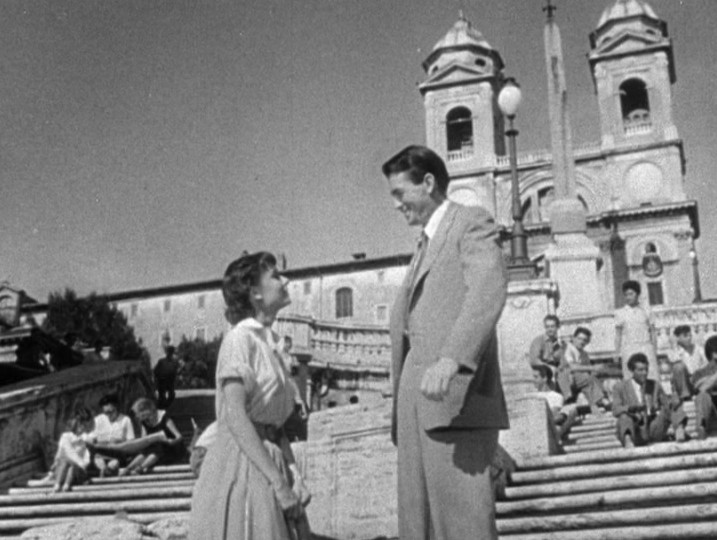
Trailer do famoso filme "Roman Holiday" com Gregory Peck e Audrey Heburn

- Three Coins in the Fountain (1954)
- The Barefoot Contessa (1954)
- War and Peace (1956)
- Trapeze (1956)
- Helen of Troy (1956)
- Boy on a Dolphin (1957)
- Ben-Hur (1959)
- It Started in Naples (1960)
- Cleopatra (1963)
- Jason and the Argonauts (1963)
- The Pink Panther (1963)
- The Fall of the Roman Empire (1964)
- The Agony and the Ecstasy (1965)